# Cantó de Picquigny
El cantó de Picquigny és un cantó francès del departament del Somme, situat al districte d'Amiens. Té 21 municipis i el cap és Picquigny.

## Municipis

- Ailly-sur-Somme
- Belloy-sur-Somme
- Bettencourt-Saint-Ouen
- Bouchon
- Bourdon
- Breilly
- Cavillon
- La Chaussée-Tirancourt
- Condé-Folie
- Crouy-Saint-Pierre
- L'Étoile
- Ferrières
- Flixecourt
- Fourdrinoy
- Hangest-sur-Somme
- Le Mesge
- Picquigny
- Soues
- Vignacourt
- Ville-le-Marclet
- Yzeux

## Història
| Data d'elecció                           | Identitat       | Partit  | Qualitat |
| ---------------------------------------- | --------------- | ------- | -------- |
| 1945-1964                                | Eugène Leclercq | radical |          |
| 1964-1970                                | Daniel Tabary   | PCF     |          |
| 1970-1982                                | René Régnier    | PCF     |          |
| 1982-1986                                | Bernard Galliot |         |          |
| 1986-1994                                | René Régnier    | PCF     |          |
| 1994-                                    | René Lognon     | PCF     |          |
| les dades anteriors no són pas conegudes |                 |         |          |
|                                          |                 |         |          |

## Demografia
| A partir de 1990: Població sense dobles comptes |